# Johann Georg III. (Sachsen)

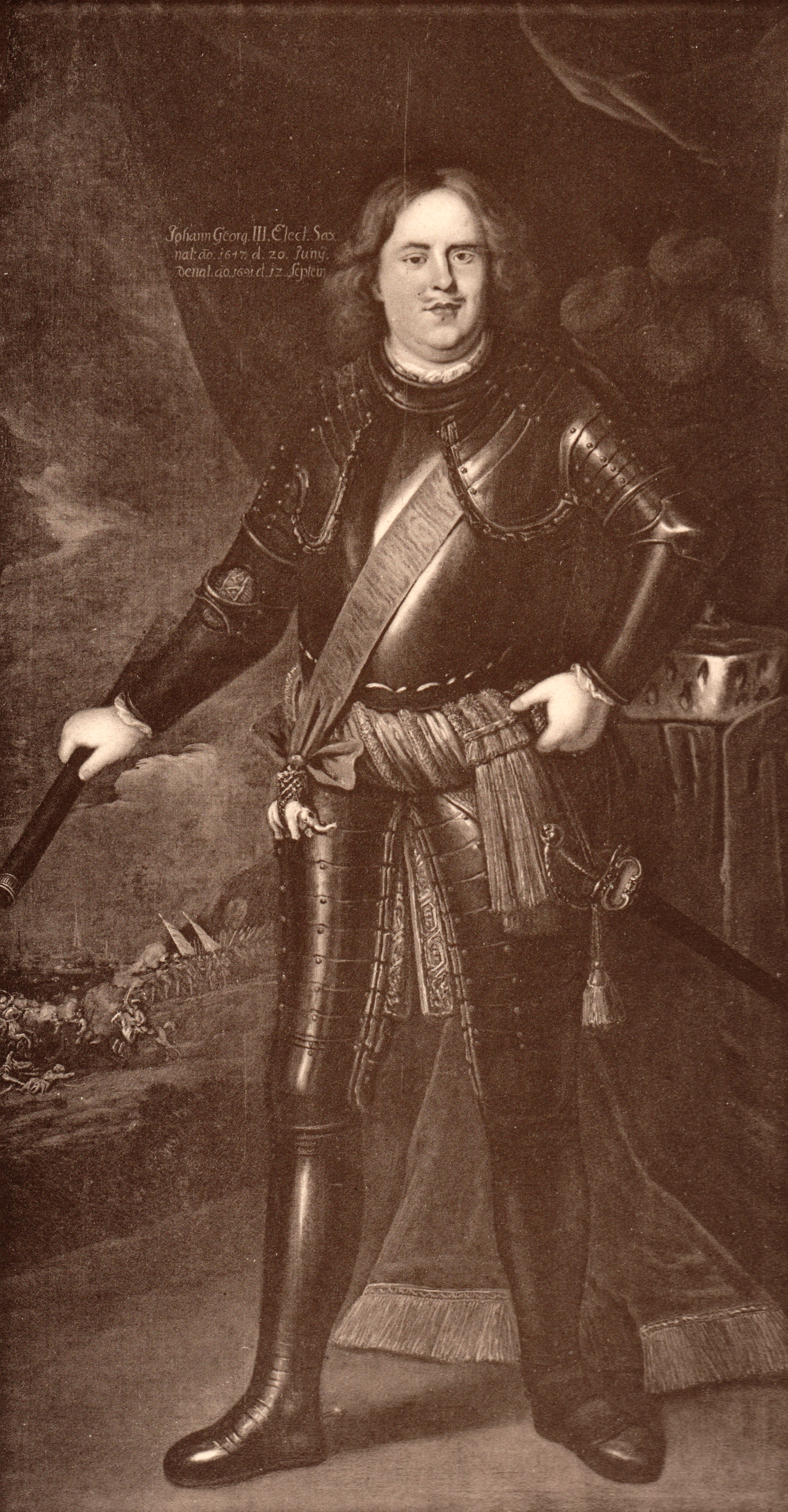
Johann Georg III. von Sachsen

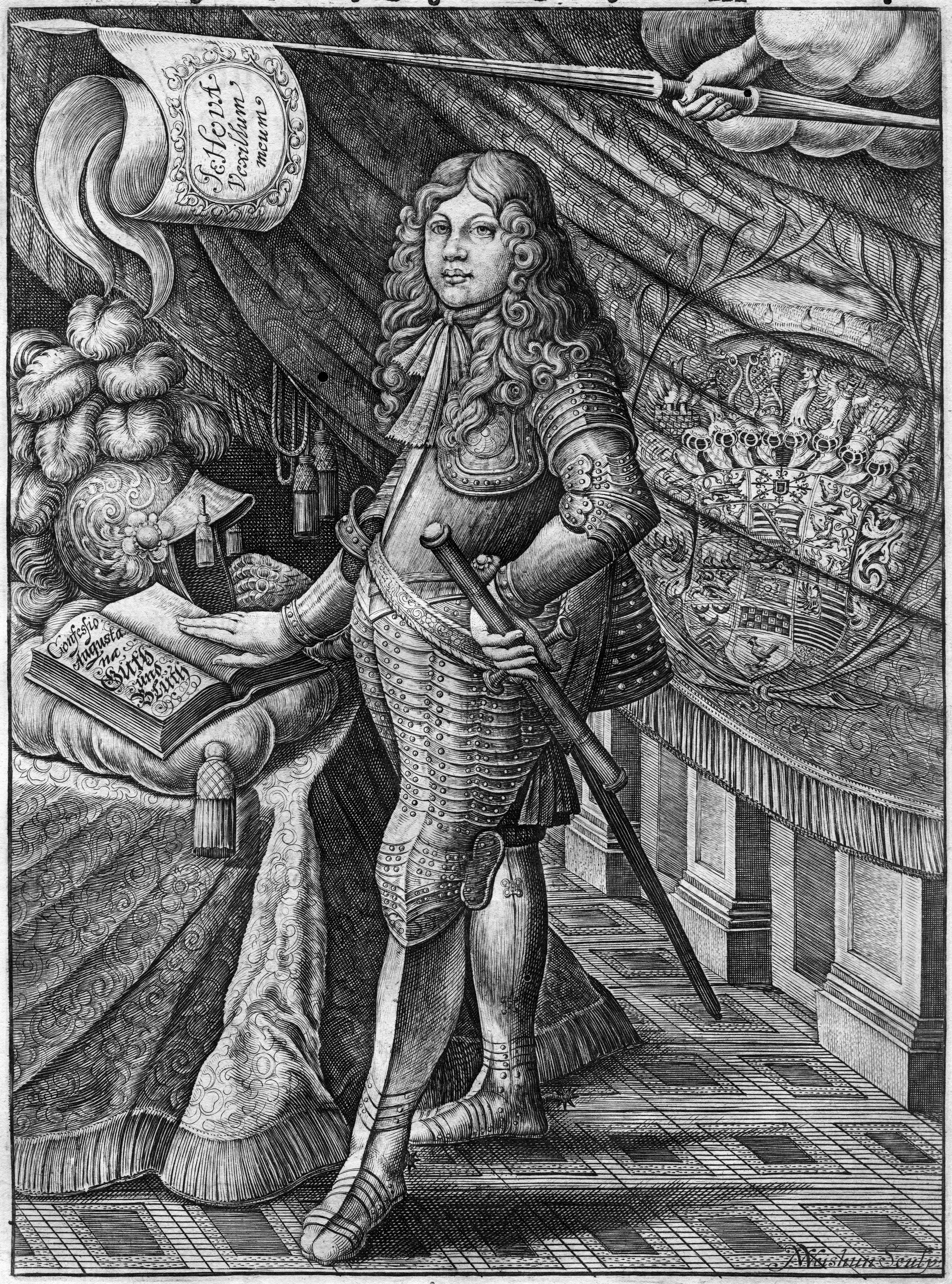
Stich von Samuel (?) Weishun

Johann Georg III. (* 20. Junijul. / 30. Juni 1647greg. in Dresden; † 12. Septemberjul. / 22. September 1691greg. in Tübingen) war ein Fürst aus dem Haus Wettin (albertinische Linie). Seit 1680 war er Kurfürst von Sachsen und Erzmarschall des Heiligen Römischen Reiches. Wegen seines Mutes und seiner Begeisterung für den Krieg wurde er auch „der Sächsische Mars“ genannt.

## Leben
Er war ein Sohn von Johann Georg II. Kurfürst von Sachsen von 1656 bis 1680 und dessen Gemahlin Magdalena Sibylle von Brandenburg-Bayreuth. Bereits im Kindesalter lernte er die für einen Thronfolger typischen Verpflichtungen und Umgangsformen kennen. Dazu gehörten neben einer streng lutherischen Erziehung Sprachunterricht sowie das Erlernen des Festungsbaus und der Kriegskunst. Mit 16 Jahren wurde er in die Landesregierung eingeführt, und 1672 wurde er Landvogt der Oberlausitz mit Sitz auf der Ortenburg.
Johann Georg zeigte großes Interesse für das Militärische. Er führte schon als Kurprinz 1674–1678 die 6.500 Mann starken sächsischen Hilfstruppen im Rheinfeldzug an.

### Regierungszeit
Nach seinem Regierungsantritt verkleinerte er den Hofstaat beträchtlich und versuchte, bei Festlichkeiten und Baumaßnahmen zu sparen. Stattdessen begann er nach dem Vorbild Kurbrandenburgs mit dem Aufbau eines kleinen, 12.000 Mann starken stehenden Heeres. Dafür konnte er die Landstände zur Zahlung von Beiträgen verpflichten. Als oberste Militärbehörde wurde die Geheime Kriegskanzlei eingesetzt. Die Innenpolitik vernachlässigte er zugunsten von Krieg, Reisen und Jagden.
Um 1704 urteilte der Autor des anonymen Manuskripts Portrait de la cour de Pologne: „Unter Johann Georg III. ist die größte Verderbnis hereingebrochen, da der Hof im größten Überflusse lebte und sich um nichts kümmerte, als um Essen und Trinken. Das Ministerium war verdorben durch Eigennutz und Faulheit. Der Leibpage August Ferdinand von Pflugk war eigentlich der Premierminister. Die Geheimen Räte begingen ihre Betrügereien einzig und allein durch ihn.“
Zu seiner Zeit hatte sich das Land weitgehend von den Folgen des Dreißigjährigen Krieges erholt, der Hof bekam wieder europaweite Geltung. 1689 zählte Dresden 21.300 Einwohner und legte seine Provinzialität langsam ab. Im Jahr 1685 vernichtete ein Brand das rechtselbische Altendresden, die spätere Innere Neustadt. Wolf Caspar von Klengel und Balthasar Permoser wurden mit dem barocken Wiederauf- und Ausbau betraut. Vor dem Pirnaischen Tor ließ er die Baumaßnahmen am Großen Garten fortsetzen.
In seinem Charakter ähnelte er seinem Vater, dem Kurfürsten Johann Georg II. von Sachsen, d. h., er gab sich schnell sinnlichen Genüssen hin und hatte eine große Vorliebe für italienische Musik und Theater. 1685 holte er die Sängerin Margherita Salicola und den bedeutenden Kastraten Domenico Cecchi genannt „Cortona“ aus Venedig nach Dresden. Damit begann eine neue Ära der Oper in Sachsen.
Er berief 1686 den pietistisch orientierten Philipp Jacob Spener zum Oberhofprediger. Spener konnte sich aber nicht durchsetzen und nahm 1691 den Ruf nach Brandenburg an.

### Außenpolitik

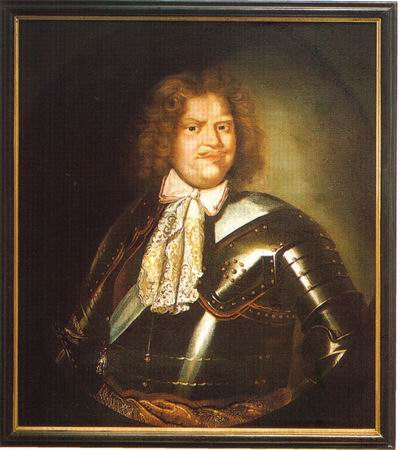
Johann Georg III. von Sachsen

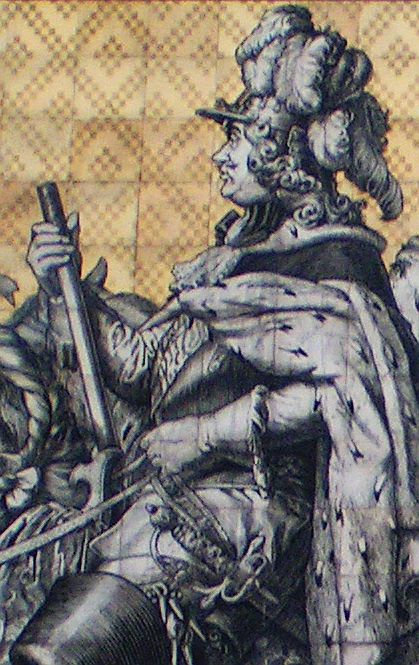
Johann Georg III. – Ausschnitt aus dem Dresdner Fürstenzug

In der Außenpolitik verhielt sich Johann Georg weniger wankelmütig als sein Vater. Die Beziehungen zur französischen Krone gab er auf und bemühte sich tatkräftig, Brandenburg und andere deutsche Fürsten für den Reichskrieg gegen den französischen Aggressor zu gewinnen. Im Februar 1681 besuchte er den Großen Kurfürsten, den er aufgrund seiner militärischen Leistungen bewunderte, und schloss mit ihm ein Defensivbündnis. Im Oktober 1683 (nach Wien) wiederholte er seinen Besuch.
Vom Habsburgischen Kaiserhof als Verbündeter geschätzt, aber auch misstrauisch beäugt, gelang es ihm weder, bei der heranziehenden Gefahr einer osmanischen Invasion den Oberbefehl über die gesamten kaiserlichen Truppen zu erhalten, noch erhielt er die nötigen Mittel (Verpflegung und Winterquartier) für den Unterhalt seiner Hilfstruppen. Johann Georgs Wunsch, dass der Kaiser Leopold einen Rechtsstreit über ein Waldgebiet im Erzgebirge zu seinen Gunsten entscheiden möge, stand ebenfalls im Raum. Der Kaiser gestattete erst dann materielle Unterstützung, als die Belagerung von Wien seine Situation zunehmend aussichtslos machte.

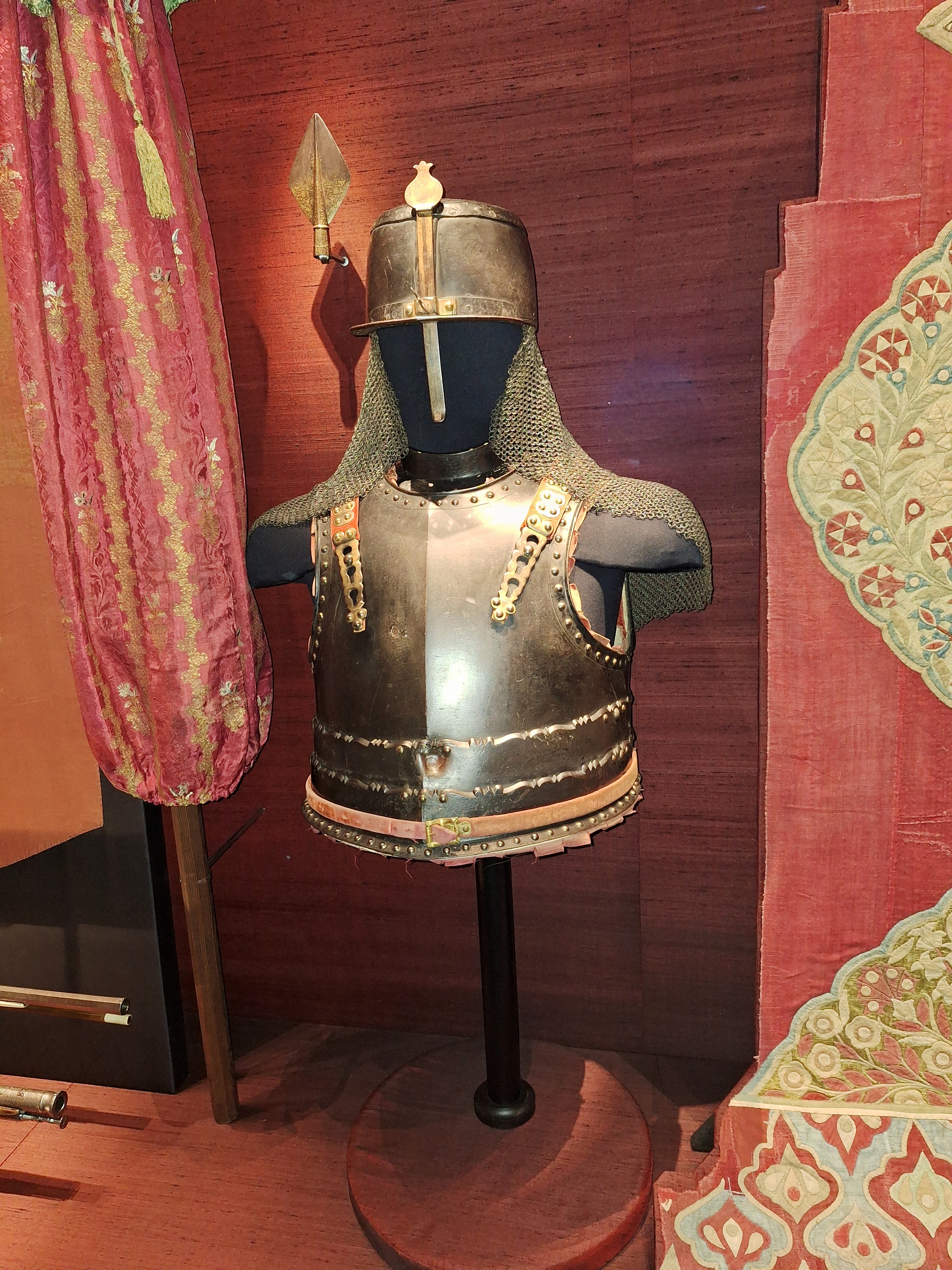
Kürass von Johann Georg III. mit vermutlich von einer Kugel stammenden Eindellung im unteren Bereich.

Johann Georg führte sein 10.400 Mann starkes Heer selbst gegen die Türken. Von seinen Landständen erhielt er jedoch enormen Widerspruch, da diese kostspielige Aktion nicht nur die Finanzen Kursachsens erschöpfte, sondern ihnen die Unterstützung für den katholischen Kaiser, der vielfach hart gegen den Protestantismus in den eigenen Erblanden vorgegangen war, auch ideologisch missfiel. Bei Tulln an der Donau stieß er zum kaiserlichen Heer und zog mit diesem zum Entsatz von Wien. In der nachfolgenden Schlacht am Kahlenberg vom 12. September befehligte er in großer persönlicher Tapferkeit den linken Flügel und soll selbst von einer osmanischen Kugel getroffen worden sein, die jedoch ohne weitere Verletzung von seinem an der Auftreffstelle zufällig doppelt gepanzerten Kürass aufgehalten wurde. Der vom Kaiser ausgewählte Schlachtruf „Maria hilf“ war vorher auf Wunsch Johann Georgs in „Jesus und Maria hilf“ abgeändert worden.
Der polnische König Johann III. Sobieski, der  Oberbefehlshaber vor Wien, äußerte sich über Johann Georg: „Der Kurfürst von Sachsen ist ein redlicher Mann von geradem Herzen.“
Auch begleitete er nach dem Sieg den Kaiser bei dessen Einzug nach Wien. Aber schon am 15. September trat er, ohne sich vom Kaiser oder den übrigen Befehlshabern zu verabschieden, den Rückmarsch gen Sachsen an – wahrscheinlich aufgrund der schroffen Behandlung, die man ihm als Protestanten zukommen ließ. Speziell hatte er aus der umfangreichen Türkenbeute nur sechs Kanonen, fünf Zelte, einen Elefanten und mehrere Manuskripte erhalten. Auf dem Rückweg durch Böhmen verweigerte man seinen Truppen die Verpflegung.
Im Jahr 1686 unterstützte er den Türkenkrieg Kaiser Leopolds erneut. Gegen Zahlung von 300.000 Talern Subsidien entsandte er ein 5.000 Mann starkes Hilfskorps nach Ungarn. Der Republik Venedig hatte er bereits 1685 für deren Krieg in Morea (Peloponnes) 3.000 sächsische Landeskinder gegen 120.000 Taler auf zwei Jahre vermietet. Weiterhin überließ er 1688 den niederländischen Generalstaaten bis zu 10.000 Mann (Soldatenhandel).
Dem großen Augsburger Bund von 1686 gegen Frankreich trat er nicht mehr bei – jedoch reiste er persönlich im März 1688 nach Den Haag, um mit Wilhelm von Oranien, dem Herzog von Braunschweig-Lüneburg sowie dem Kurfürsten von Brandenburg Absprache über ein eventuelles Vorgehen gegen Ludwig XIV. von Frankreich zu halten. Die bevorstehende Übernahme des englischen Throns durch Wilhelm wurde jedoch nicht direkt unterstützt.
Nach dem neuerlichen Einfall Frankreichs ins Reich 1689 führte er seine Hilfstruppen erneut selbst und übernahm die Deckung Frankens. Anschließend vereinigte er seine Truppen mit der Armee Karl von Lothringens und nahm an der Belagerung von Mainz teil. Wegen einer Erkrankung musste er den Kriegsschauplatz verlassen, kehrte jedoch gegen den Willen seiner Ärzte und Berater schon im Mai 1690 zurück und übernahm, nach einem bestärkten Bündnis mit dem Kaiser, den Oberbefehl über die Reichsarmee. Die Erfolge blieben jedoch, auch aufgrund persönlicher Scharmützel zwischen Johann Georgs Feldmarschall Hans Adam von Schöning und dem kaiserlichen Feldherrn Caprara, gering – nur der Übergang über den Rhein bei Sandhofen gelang.
Johann Georg starb kurze Zeit später in Tübingen, wohin er sich hatte bringen lassen, an einer Seuche, wahrscheinlich Ruhr oder Pest, und wurde in einem Zinnsarg in der Fürstengruft des Freiberger Doms bestattet.
| |  |                                  |
| |  | Begräbnistaler Johann Georg III. |
| Gedenkmünze auf seinen Tod |  |                                  |
| Kuranttaler im 12-Taler-Münzfuß lt. Vertrag vom 26. Januar 1690 in Leipzig |  |                                  |
| 12 Loth Silber = 750 ‰ Silber, Feingewicht: 19,488 g Raugewicht: 25,984 g |  |                                  |
| Gewicht: 25,84 g Durchmesser: 43,79–45,80 mm Dicke: 1,95 mm |  |                                  |
| Prägung 1691 Münzstätte Dresden, Münzmeister Johann Koch |  |                                  |
| Vs.: Herrschertitel nach Georgskreuz als Umschrift oben von rechts beginnend zwischen Rändelrand und inneren Perlenschnurkreis: JOHANNES GEORGIUS III., DUX SAXONIÆ, JULIACI, CLIVIÆ, MONTIUM, ANGARIÆ & WESTFALIÆ, SACRI ROMANI IMPERII ARCHMARSCHALLUS & ELECTOR = Johann Georg III., Herzog von Sachsen, Jülich, Cleve und Berg, Engern und Westfalen, des Heiligen Römischen Reiches Erzmarschall und Kurfürst Inschrift in 11 Zeilen in lateinischer Kapitalschrift innerhalb einer Perlenschnur: HEROS DEFENSO IMPERIO A TURCIS GALLISQUE GLORIOSISSIMUS, NATUS ANNO MDCXLVII DIE XX JUNII, ANNO DUODECIMO ELECTORATUS FELISISSIMI INEUNTE TUBINGÆ OBIT ANNO MDCXCI XII SEPTEMBRIS = ein durch die Verteidigung des Reiches vor Türken und Franzosen hochberühmter Held, geboren am 20. Juni 1647, starb im Beginn des 12. Jahres seiner aufs glücklichste geführten Kurwürde zu Tübingen am 12. September 1691 unter der Inschrift Anfangsbuchstaben vom Vorname und Name des Münzmeisters: I ◦ K ◦ |  |                                  |
| Rs.: Ein aus den Wolken ragender geharnischter Arm, eine Fahne haltend, darin der strahlende Name steht, Umschrift oben durch Fahnenspitze getrennt: IEHOVA ◦ VEXILLVM ◦ MEVM ◦ (= Der Herr mein Panier.) |  |                                  |

## Nachkommen
Verheiratet war er seit dem 9. Oktober 1666 mit Anna Sophie, der Tochter des dänischen Königs Friedrich III. Mit dieser hatte er zwei Söhne:
- Johann Georg IV. (1668–1694), Kurfürst von Sachsen
- August der Starke (1670–1733), Kurfürst von Sachsen und König von Polen

Mit Margarita Salicola hatte er den illegitimen Sohn
- Johann Georg Maximilian von Fürstenhoff (1686–1753)

## Vorfahren
| Ahnentafel Johann Georg III. | Ahnentafel Johann Georg III.                                                                                    | Ahnentafel Johann Georg III.                                                                                    | Ahnentafel Johann Georg III.                                                                                    | Ahnentafel Johann Georg III.                                                                                    | Ahnentafel Johann Georg III.                                                                                    | Ahnentafel Johann Georg III.                                                                                    | Ahnentafel Johann Georg III.                                                                                    | Ahnentafel Johann Georg III.                                                                                    |
| ---------------------------- | --- | --- | --- | --- | --- | --- | --- | --- |
| Ururgroßeltern               | Kurfürst August von Sachsen (1526–1586) ⚭ 1548 Anna von Dänemark (1532–1585)                                    | Kurfürst Johann Georg von Brandenburg (1525–1598) ⚭ 1548 Sabina von Brandenburg-Ansbach (1529–1575)             | Herzog Albrecht von Preußen (1490–1568) ⚭ 1550 Anna Maria von Braunschweig (1532–1568)                          | Herzog Wilhelm V. (1516–1592) ⚭ 1546 Maria von Österreich (1531–1581)                                           | Kurfürst Joachim II. (1505–1571) ⚭ 1524 Magdalene von Sachsen (1507–1534)                                       | Herzog Georg von Brandenburg-Ansbach (1484–1543) ⚭ 1525 Hedwig von Münsterberg-Oels (1508–1531)                 | Herzog Albrecht von Preußen (1490–1568) ⚭ 1550 Anna Maria von Braunschweig (1532–1568)                          | Herzog Wilhelm V. (1516–1592) ⚭ 1546 Maria von Österreich (1531–1581)                                           |
| Urgroßeltern                 | Kurfürst Christian I. von Sachsen (1560–1591) ⚭ 1582 Sophie von Brandenburg (1568–1622)                         | Kurfürst Christian I. von Sachsen (1560–1591) ⚭ 1582 Sophie von Brandenburg (1568–1622)                         | Herzog Albrecht Friedrich von Preußen (1553–1618) ⚭ 1573 Marie Eleonore von Jülich-Kleve-Berg (1550–1608)       | Herzog Albrecht Friedrich von Preußen (1553–1618) ⚭ 1573 Marie Eleonore von Jülich-Kleve-Berg (1550–1608)       | Kurfürst Johann Georg von Brandenburg (1525–1598) ⚭ 1548 Sabina von Brandenburg-Ansbach (1529–1575)             | Kurfürst Johann Georg von Brandenburg (1525–1598) ⚭ 1548 Sabina von Brandenburg-Ansbach (1529–1575)             | Herzog Albrecht Friedrich von Preußen (1553–1618) ⚭ 1573 Marie Eleonore von Jülich-Kleve-Berg (1550–1608)       | Herzog Albrecht Friedrich von Preußen (1553–1618) ⚭ 1573 Marie Eleonore von Jülich-Kleve-Berg (1550–1608)       |
| Großeltern                   | Kurfürst Johann Georg I. von Sachsen (1585–1656) ⚭ 1607 Magdalena Sibylle von Preußen (1586–1659)               | Kurfürst Johann Georg I. von Sachsen (1585–1656) ⚭ 1607 Magdalena Sibylle von Preußen (1586–1659)               | Kurfürst Johann Georg I. von Sachsen (1585–1656) ⚭ 1607 Magdalena Sibylle von Preußen (1586–1659)               | Kurfürst Johann Georg I. von Sachsen (1585–1656) ⚭ 1607 Magdalena Sibylle von Preußen (1586–1659)               | Markgraf Christian von Brandenburg-Bayreuth (1581–1655) ⚭ 1604 Marie von Preußen (1579–1649)                    | Markgraf Christian von Brandenburg-Bayreuth (1581–1655) ⚭ 1604 Marie von Preußen (1579–1649)                    | Markgraf Christian von Brandenburg-Bayreuth (1581–1655) ⚭ 1604 Marie von Preußen (1579–1649)                    | Markgraf Christian von Brandenburg-Bayreuth (1581–1655) ⚭ 1604 Marie von Preußen (1579–1649)                    |
| Eltern                       | Kurfürst Johann Georg II. von Sachsen (1613–1680) ⚭ 1638 Magdalena Sibylle von Brandenburg-Bayreuth (1612–1687) | Kurfürst Johann Georg II. von Sachsen (1613–1680) ⚭ 1638 Magdalena Sibylle von Brandenburg-Bayreuth (1612–1687) | Kurfürst Johann Georg II. von Sachsen (1613–1680) ⚭ 1638 Magdalena Sibylle von Brandenburg-Bayreuth (1612–1687) | Kurfürst Johann Georg II. von Sachsen (1613–1680) ⚭ 1638 Magdalena Sibylle von Brandenburg-Bayreuth (1612–1687) | Kurfürst Johann Georg II. von Sachsen (1613–1680) ⚭ 1638 Magdalena Sibylle von Brandenburg-Bayreuth (1612–1687) | Kurfürst Johann Georg II. von Sachsen (1613–1680) ⚭ 1638 Magdalena Sibylle von Brandenburg-Bayreuth (1612–1687) | Kurfürst Johann Georg II. von Sachsen (1613–1680) ⚭ 1638 Magdalena Sibylle von Brandenburg-Bayreuth (1612–1687) | Kurfürst Johann Georg II. von Sachsen (1613–1680) ⚭ 1638 Magdalena Sibylle von Brandenburg-Bayreuth (1612–1687) |
| Johann Georg III.            | | | | | | | | |